# Taxes de dades millorades per a l'evolució del GSM

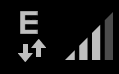
EDGE sign shown in notification bar on an Android-based smartphone.

EDGE (acrònim d'Enhanced Data rates for GSM of Evolution, és a dir "taxes de dades millorades per a l'evolució del GSM") o també EGPRS (Enhanced GPRS) és una tecnologia digital de telefonia mòbil que permet una millor transmissió de dades com una extensió de la retrocompatibilitat del GSM.

## Definició

Estàndards de xarxa cel·lular i cronologia de generació.

És una tecnologia de la telefonia mòbil cel·lular, que actua com a pont entre les xarxes 2G i 3G. EDGE es considera una evolució del GPRS (General Packet Radio Service). Aquesta tecnologia funciona amb xarxes GSM. Encara que EDGE funciona amb qualsevol GSM que tingui GPRS implementat, l'operador ha d'implementar les actualitzacions necessàries, a més no tots els telèfons mòbils suporten aquesta tecnologia.
EDGE, o EGPRS, es pot fer servir en qualsevol transferència de dades basada en commutació de paquets (Packet Switched), com ho és la connexió a Internet. Els beneficis d'EDGE sobre GPRS es poden veure en les aplicacions que requereixen una velocitat de transferència de dades, o una amplada de banda alt, com vídeo o
i altres serveis multimèdia.

## Tecnologia
A més de fer servir GMSK (Gaussian Minimum-Shift Keying), EDGE utilitza 8PSK (8 Phase Shift Keying) per als cinc nivells superiors de modulació i codificació. En els quatre primers nivells s'utilitza GPRS pròpiament dit. La utilització de 8PSK produeix una paraula de 3 bits per cada canvi en la fase de la portadora. Amb això es triplica l'amplada de banda disponible que brinda GSM. El nivell de l'esquema que s'utilitzi per transmetre depèn de la relació C/I (portadora/interferent), el qual serà més alt com més gran sigui el valor de C/I.
De la mateixa manera que el GPRS, EDGE utilitza un algorisme d'adaptació de taxes, que adapta l'esquema de modulació i codificació (MCS) usat per a la qualitat del canal de ràdio i així l'índex binari (bit rate) i la robustesa de la transmissió de dades. EDGE agrega una nova tecnologia que no es troba en GPRS, la redundància incremental, la qual, en comptes de retransmetre els paquets d'informació alterats, envia més informació redundant que es combina en el receptor, la qual cosa incrementa la probabilitat de descodificació correcta.
EDGE pot assolir una velocitat de transmissió de 384 Kbps en mode de paquets, amb el qual compleix els requisits de la UIT per a una xarxa 3G, i també ha estat acceptat per l'UIT com a part de l'IMT-2000, de la família d'estàndards 3G. També millora el circuit de dades anomenat HSCSD, augmentant l'amplada de banda per al servei. EDGE va ser estrenat a les xarxes GSM dels Estats Units l'any 2003.
Tot i que la tecnologia UMTS és de més capacitat de transferència, i cronològicament més recent, els seus alts costos d'implementació, i poc suport, fan que una bona quantitat d'operadors de telefonia mòbil cel·lular tinguin implementada la tecnologia EDGE, dominant el mercat global de les comunicacions GSM/GPRS.
Per a la implementació d'EDGE per part d'un operador, la xarxa principal (core network), no necessita ser modificada; tanmateix, les estacions bases sí que ho han de fer. S'han d'instal·lar tranceptors compatibles amb EDGE, a més de nous terminals (telèfons) i un programari que pugui descodificar/codificar els nous esquemes de modulació.
La definició d'EDGE, si és de 2 o 3G, depèn de la seva implementació. Mentre la Classe 3 i inferiors, clarament no són 3G, la Classe 4 i superiors, presenten una amplada de banda superior a altres tecnologies considerades 3G (Com 1xRTT). En Classe 10, amb una amplada de banda superior a 230 Kbps, EDGE aconsegueix transcendir les definicions normalitzades de 2G i 3G.